# Jesus Cristo de Shingo
Cruzes marcam os túmulos. A cruz da direita marca o suposto túmulo de Cristo, no Japão.
Daitenku Taro Jurai, também chamado de Jesus Cristo de Shingō (新郷村, Shingō-mura?) é uma figura lendária identificada como Jesus Cristo por algumas comunidades no Japão. De acordo com uma tradição familiar japonesa local, ele morreu em Shingō, então chamada de Herai, aos 106, 114 ou 118 anos, dependendo da versão. A tumba do suposto "Jesus" se tornou uma grande atração turística para a pequena vila de Shingō, localizada na região de Tōhoku e na prefeitura de Aomori.
Segundo essa tradição, a pessoa crucificada nos arredores de Jerusalém teria sido seu irmão mais novo, Isukiri.

## Túmulo de Jesus Cristo

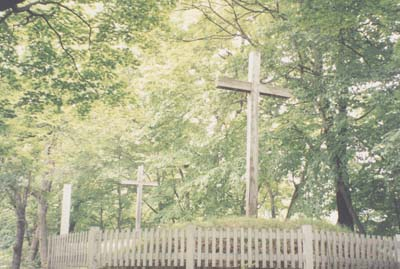
Cruzes marcam os túmulos. A cruz da direita marca o suposto túmulo de Cristo.

Os moradores de Shingō acreditam que a vila é a localização do descanso final de Jesus, o Túmulo de Cristo (Kirisuto no haka), e o local de residência dos últimos descendentes de Cristo, a família de Sajiro Sawaguchi. De acordo com as afirmações da família Sawaguchi, Jesus não morreu crucificado na Gólgota. Seu irmão, Isukiri, tomou seu lugar na cruz, enquanto Jesus fugiu pela Sibéria até a Província de Mutsu, no norte do Japão. Ele se tornou um fazendeiro de arroz, casou-se, e teve três filhas no local que é próximo da atual Shingō. Enquanto esteve no Japão, ele viajou, aprendeu, e morreu aos 106 anos. Seu corpo foi exposto numa colina por quatro anos. De acordo com os costumes da época, os ossos de Jesus foram coletados, embrulhados, cremados, e enterrado no suposto monte que é considerado seu túmulo
É dito que em outro monte próximo da suposto túmulo de Jesus está enterrada a orelha do irmão de Cristo e uma mecha de cabelo de Maria, a mãe de Jesus. Estas foram as únicas relíquias que de sua família que Cristo pode trazer ao escapar da Judeia. As alegações começaram em 1933, após a descoberta de supostos "antigos documentos hebreus detalhando a vida e morte de Jesus no Japão", no que seria o testamente de Jesus. Tais documentos supostamente foram para as mãos das autoridades Japonesas e foram levados para Tóquio pouco antes da Segunda Guerra Mundial e nunca mais foram vistos desde então.
A tradução em Português do conteúdo escrito na placa ao lado lê-se:

Quando Jesus Cristo tinha 21 anos de idade, ele veio ao Japão e buscou conhecimento da divindade por 12 anos. Ele voltou à Judeia aos 33 anos e começou sua missão. Entretanto, naquela época, as pessoas da Judeia não aceitaram as pregações de Cristo. Ao invés disso, eles o prenderam e tentaram crucificá-lo. Seu irmão menor, Isukiri casualmente tomou o lugar de Cristo e encerrou sua vida em uma cruz.
Cristo, que escapou da crucificação, passou pelos altos e baixos da viagem, e novamente veio ao Japão. Ele se estabeleceu aqui no que é chamado agora de Vila de Herai, e morreu aos 106 anos.
Neste solo sagrado, há um túmulo na direita para deificar Cristo, e túmulo à esquerda para deificar Isukiri.
A descrição acima foi dada em um testamento por Jesus Cristo

## A Lenda da Vida de Jesus Cristo por Shingo
Em 1935, Koma Takenouchi, um sacerdote xintoísta da província de Ibaraki, afirmou ter descoberto na biblioteca da casa de sua família um documento que se acredita ser o testamento de Jesus Cristo. De acordo com este documento supostamente antigo, Jesus Cristo de Shingō não apenas habitou em Herai (o antigo nome de Shingō), mas também os dois túmulos relativos a ele e sua família puderam ser encontrados perto da aldeia. Segundo Takenouchi, ao perceber o significado de sua descoberta, visitou a aldeia com o cineasta Banzan Toya, que também deu crédito à lenda do Jesus morto no Japão. Juntamente com o prefeito da vila de Shingo, Denjiro Sasaki, eles "localizaram" os túmulos correspondentes a dois montes (chamados de pirâmides) no cemitério da família Sawaguchi em 10 de outubro de 1935. Depois que o documento foi traduzido para o japonês moderno,  Takenouchi e Toya afirmaram que esses montes correspondem aos túmulos de "Daitenku Taro Jurai" e às relíquias de seu irmão "Isukiri" ou Isus Chri — em japonês: イスキリ — e de sua mãe, a Virgem Maria (uma orelha de Isukiri e uma mecha de cabelo de Maria). Uma cópia do manuscrito está exposta no Museu Shingō, mas o original, apreendido durante a guerra porque também continha críticas ao regime imperial, queimou no incêndio que destruiu o tribunal de Tóquio.
Enquanto a Bíblia não faz menção aos anos ocultos da vida de Jesus, o testamento de Koma Takenouchi descreve que Jesus teria vindo para o Japão, na província de Etchu, aos 21 anos de idade, sob o reinado do imperador Suinin (japonês: 垂仁天皇), o décimo primeiro imperador do Japão, para estudar a religião japonesa com um grande professor do Monte Fuji. Após concluir seus estudos, Jesus teria voltado para a Judéia aos 33 anos de idade. O testamento dá outro seguimento à história de Jesus do que o usualmente contado — notadamente na Bíblia — e declara que, após ser condenado à morte por Pôncio Pilatos, Jesus teria fugido com seus discípulos para a Sibéria, onde permaneceu quatro anos passando por várias provações e grandes sofrimentos. Foi seu irmão Isukiri quem foi crucificado em seu lugar. Jesus Cristo de Shingō teria então partido com seus companheiros para o Alasca antes de pegar o barco para Hachinohe na prefeitura de Aomori no Japão. Ele teria se casado no Japão com uma santa mulher chamada Myuko e teria tido três filhas cujos descendentes são certos habitantes da vila de Shingō, como a família de Sanjiro Sawaguchi. Jesus Cristo de Shingō teria terminado sua vida em Herai aos 106, 109, 114 ou 118 anos sob o nome japonês de Daitenku Taro Jurai, sem nenhuma abordagem religiosa particular. Ele teria exercido a vida durante a profissão de arrozeiro. Esses documentos de Koma Takenouchi foram incorporados aos tesouros “sagrados” ou “divinos” da seita xintoísta Kōso Kōtai Jingū Amatsukyō. Junichiro Sawaguchi, neto de Sanjiro Sawaguchi e dono do cemitério onde os dois túmulos estavam localizados, disse em uma transmissão da BBC em 9 de setembro de 2006 que ele e sua família eram budistas e não cristãos.